# Campionato europeo Superstock 1000 2002
Il Campionato Europeo Superstock 1000 del 2002 è la quarta edizione del campionato Europeo della categoria Superstock 1000.
Il campionato è stato vinto per la prima volta da un italianoː Vittorio Iannuzzo su Suzuki GSX 1000R del team Alstare System Suzuki Italia. Suoi avversari per tutta la stagione sono stati i connazionali Walter Tortoroglio, su Honda CBR 900RR del team Rumi, e Gianluca Vizziello su Yamaha YZF 1000 R1 del team GiMotorsport.
Tra i costruttori prevale Suzuki, che vince sette gare su nove e lascia un successo ciascuno a Honda e Yamaha. Per quanto concerne i piloti invece, gli italiani ottengono sei successi, mentre le restanti tre gare vengono vinte dai piloti britannici Chris Burns e Michael Laverty.

## Piloti partecipanti
fonte
| Nº | Pilota                 | Squadra                      | Motocicletta       |
| -- | ---------------------- | ---------------------------- | ------------------ |
| 2  | Walter Tortoroglio     | Rumi                         | Honda CBR 900RR    |
| 3  | Fabrizio De Marco      | Rumi                         | Honda CBR 900RR    |
| 4  | Andy Notman            | LiveOnScreen Racing          | Suzuki GSX 1000R   |
| 6  | Gianluca Vizziello     | GiMotorsport                 | Yamaha YZF 1000 R1 |
| 7  | Robert de Vries        | Flanders Motor Racing        | Ducati 998S        |
| 7  | Robert de Vries        | MCT Sitra                    | Ducati 998S        |
| 8  | Dario Tosolini         | Sacchi Corse Biassono R.     | Suzuki GSX 1000R   |
| 9  | Chris Miller           | Hi-Peak Racing               | Suzuki GSX 1000R   |
| 11 | Nicolas Saelens        | Flanders Motor Racing        | Ducati 998S        |
| 11 | Nicolas Saelens        | MCT Sitra                    | Ducati 998S        |
| 12 | Lorenzo Alfonsi        | DFX Racing Ducati Pirelli    | Ducati 998S        |
| 16 | John Bakker            | Lowlands Racing              | Ducati 998S        |
| 18 | Ciro Ranieri           | Five Racing                  | Yamaha YZF 1000 R1 |
| 20 | Geoffrey Naze          | Zone Rouge                   | Yamaha YZF 1000 R1 |
| 21 | Sergio Ruggiero        | ROX Racing                   | Ducati 998S        |
| 22 | Christian Dal Corso    | Spaziotel Racing             | Ducati 998S        |
| 23 | Simon Andrews          | UCL Racing Honda             | Honda CBR 900RR    |
| 24 | Luke Quigley           | UCL Racing Honda             | Honda CBR 900RR    |
| 25 | Freddy Papunen         | Saveko Racing                | Yamaha YZF 1000 R1 |
| 26 | Christian Nau          | Suzuki Stefan Schmidt        | Suzuki GSX 1000R   |
| 28 | Giacomo Romanelli      | Alstare System Suzuki Italia | Suzuki GSX 1000R   |
| 31 | Vittorio Iannuzzo      | Alstare System Suzuki Italia | Suzuki GSX 1000R   |
| 33 | Ludovic Fourreau       | Arbr 'A' Cames               | Suzuki GSX 1000R   |
| 34 | Didier Van Keymeulen   | ICSAT                        | Suzuki GSX 1000R   |
| 37 | William De Angelis     | Lorenzini by Leoni           | Yamaha YZF 1000 R1 |
| 42 | Riccardo Chiarello     | DFX Racing Ducati Pirelli    | Ducati 998S        |
| 44 | Alessandro Brannetti   | Rumi                         | Honda CBR 900RR    |
| 45 | Marek Cerveny          | Intermoto Progress Ecoplast  | Honda CBR 900RR    |
| 49 | Koen Vleugels          | KS Racing                    | Suzuki GSX 1000R   |
| 50 | Antonio Guinovart      | Folch Endurance              | Yamaha YZF 1000 R1 |
| 51 | Raul Jacobo            | R.M.C.E.                     | Honda CBR 900RR    |
| 52 | Sergio Fuertes         | Arancia                      | Ducati 998S        |
| 53 | José Manuel Hurtado R. | Mir Racing                   | Aprilia RSV 1000R  |
| 53 | José Manuel Hurtado R. | Mir Racing                   | Suzuki GSX 1000R   |
| 54 | Alex Martínez          | MRI Competition              | Suzuki GSX 1000R   |
| 55 | Marco Tessarolo        | Brave                        | Suzuki GSX 1000R   |
| 56 | Chris Burns            | Roadstone Racing             | Suzuki GSX 1000R   |
| 57 | Steve Brogan           | Lloyds Autobodies            | Suzuki GSX 1000R   |
| 58 | Kieran Murphy          | Chrysalis Racing             | Suzuki GSX 1000R   |
| 59 | Kevin Falcke           | KF Racing                    | Suzuki GSX 1000R   |
| 60 | Kelvin Reilly          | Legs 11                      | Yamaha YZF 1000 R1 |
| 61 | Bob Withag             | Bob Racing                   | Suzuki GSX 1000R   |
| 62 | Ross McCulloch         | Eti                          | Suzuki GSX 1000R   |
| 63 | Dennis Hobbs           | Hobbs Racing                 | Suzuki GSX 1000R   |
| 65 | Katja Poensgen         | Bender Four Stars Racing     | Suzuki GSX 1000R   |
| 66 | Benjamin Nabert        | Bender Four Stars Racing     | Suzuki GSX 1000R   |
| 67 | Björn Steinmetz        | Karthin Suzuki               | Suzuki GSX 1000R   |
| 68 | Declan Swanton         | EMS Racing                   | Suzuki GSX 1000R   |
| 69 | Raffaello Fabbroni     | GiMotorsport                 | Yamaha YZF 1000 R1 |
| 70 | Ilario Dionisi         | Bike Service                 | Aprilia RSV 1000R  |
| 70 | Ilario Dionisi         | GiMotorsport                 | Yamaha YZF 1000 R1 |
| 70 | Ilario Dionisi         | Celani Racing                | Suzuki GSX 1000R   |
| 71 | Roberto Lunadei        | Bike Service                 | Aprilia RSV 1000R  |
| 72 | Marco Tonini           | Tosi                         | Aprilia RSV 1000R  |
| 73 | Hervé Gantner          | Rumi                         | Honda CBR 900RR    |
| 75 | Daniel Delling         | Delling                      | Suzuki GSX 1000R   |
| 76 | Enrico Pasini          | FCB Racing                   | Aprilia RSV 1000R  |
| 77 | Olivier Four           | Star Moto                    | Suzuki GSX 1000R   |
| 78 | Stefan Nebel           | Schafer Yoshimura Suzuki     | Suzuki GSX 1000R   |
| 79 | Lee Bootsman           | Harry Meyerink Transport     | Honda CBR 900RR    |
| 80 | Ghisbert Van Ginhoven  | MCT Sitra                    | Ducati 998S        |
| 82 | Bertus Folkertsma      | Carfix Autoschade Damwoud    | Suzuki GSX 1000R   |
| 85 | Paul Mooijman          | G.S. Racing                  | Suzuki GSX 1000R   |
| 90 | Lorenzo Mauri          | Lorenzini by Leoni           | Yamaha YZF 1000 R1 |
| 95 | Michael Laverty        | EMS Racing                   | Suzuki GSX 1000R   |
| 99 | Matt Layt              | Jentin Racing                | Suzuki GSX 1000R   |

| Legenda            |
| ------------------ |
| Pilota wildcard    |
| Pilota sostitutivo |

## Calendario
| Nº | Data         | Gran Premio | Circuito     | Pole Position      | Vincitore gara     | Leader del campionato | Resoconto |
| -- | ------------ | ----------- | ------------ | ------------------ | ------------------ | --------------------- | --------- |
| 1  | 10 marzo     | Spagna      | Valencia     | Vittorio Iannuzzo  | Vittorio Iannuzzo  | Vittorio Iannuzzo     | Resoconto |
| 2  | 12 maggio    | Italia      | Monza        | Vittorio Iannuzzo  | Vittorio Iannuzzo  | Vittorio Iannuzzo     | Resoconto |
| 3  | 26 maggio    | Regno Unito | Silverstone  | Chris Burns        | Chris Burns        | Vittorio Iannuzzo     | Resoconto |
| 4  | 9 giugno     | Germania    | Lausitzring  | Vittorio Iannuzzo  | Vittorio Iannuzzo  | Vittorio Iannuzzo     | Resoconto |
| 5  | 23 giugno    | San Marino  | Misano       | Vittorio Iannuzzo  | Gianluca Vizziello | Vittorio Iannuzzo     | Resoconto |
| 6  | 28 luglio    | Europa      | Brands Hatch | Vittorio Iannuzzo  | Chris Burns        | Vittorio Iannuzzo     | Resoconto |
| 7  | 1º settembre | Germania    | Oschersleben | Walter Tortoroglio | Walter Tortoroglio | Vittorio Iannuzzo     | Resoconto |
| 8  | 8 settembre  | Paesi Bassi | Assen        | Vittorio Iannuzzo  | Michael Laverty    | Vittorio Iannuzzo     | Resoconto |
| 9  | 29 settembre | Italia      | Imola        | Vittorio Iannuzzo  | Vittorio Iannuzzo  | Vittorio Iannuzzo     | Resoconto |

## Classifica

### Classifica Piloti
Fonte:
| Pos. | Pilota               | Moto                     |     |     |     |     |     |     |     |     |     | P.ti |
| ---- | -------------------- | ------------------------ | --- | --- | --- | --- | --- | --- | --- | --- | --- | ---- |
| 1    | Vittorio Iannuzzo    | Suzuki                   | 1   | 1   | 5   | 1   | 2   | Rit | 5   | 6   | 1   | 152  |
| 2    | Walter Tortoroglio   | Honda                    | 5   | 2   | 4   | NQ  | 6   | 5   | 1   | 11  | 8   | 103  |
| 3    | Gianluca Vizziello   | Yamaha                   |     | 4   | 8   | 2   | 1   | 6   | SQ  | 4   | 5   | 100  |
| 4    | Andy Notman          | Suzuki                   | Rit | 13  | 14  | 12  | 7   | 4   | 3   | 2   | 3   | 83   |
| 5    | Giacomo Romanelli    | Suzuki                   | 2   | 3   | 9   | Rit | 13  | 7   | Rit | 9   | 7   | 71   |
| 6    | Lorenzo Alfonsi      | Ducati                   | 3   | Rit | 7   | 3   | 3   | NQ  | Rit | 5   | 13  | 71   |
| 7    | Koen Vleugels        | Suzuki                   | 9   | 5   | 15  | 5   | Rit | Rit | 2   | 13  | 15  | 54   |
| 8    | Chris Burns          | Suzuki                   |     |     | 1   |     |     | 1   |     |     |     | 50   |
| 9    | Didier Van Keymeulen | Suzuki                   | 15  | 12  | 10  | 9   | 11  | 10  | 7   | 7   | 14  | 49   |
| 10   | Riccardo Chiarello   | Ducati                   | 7   | NQ  | 30  | 11  | Rit | Rit | 6   | 8   | 6   | 42   |
| 11   | Steve Brogan         | Suzuki                   |     |     | 2   |     |     | Rit |     | 3   |     | 36   |
| 12   | Kieran Murphy        | Suzuki                   |     |     | 3   |     |     | 2   |     |     |     | 36   |
| 13   | Lorenzo Mauri        | Yamaha                   | 12  | Rit | 13  | 10  |     | 15  | 9   | 10  | 11  | 32   |
| 14   | Ludovic Fourreau     | Suzuki                   | 6   | Rit | 12  | 8   | Rit | 9   |     |     |     | 29   |
| 15   | Alex Martínez        | Suzuki                   | 8   |     |     |     |     |     |     |     | 2   | 28   |
| 16   | Ilario Dionisi       | Aprilia, Yamaha e Suzuki |     |     |     |     | 4   |     |     | 21  | 4   | 26   |
| 17   | Benjamin Nabert      | Suzuki                   |     |     |     | 4   | 8   |     | 11  |     |     | 26   |
| 18   | Alessandro Brannetti | Honda                    |     | Rit | 23  | 15  | 5   | 12  | 10  | 18  | 12  | 26   |
| 19   | Michael Laverty      | Suzuki                   |     |     |     |     |     | NC  |     | 1   |     | 25   |
| 20   | Olivier Four         | Suzuki                   | NQ  | 10  | 6   | Rit | Rit | NQ  | NQ  | NQ  | 9   | 23   |
| 21   | Luke Quigley         | Honda                    | 10  | Rit |     |     | NQ  | 8   | 8   | 16  |     | 22   |
| 22   | Ross McCulloch       | Suzuki                   |     |     |     |     |     | 3   |     |     |     | 16   |
| 23   | Marco Tessarolo      | Suzuki                   |     | 7   |     |     | 9   |     |     |     | Rit | 16   |
| 24   | Simon Andrews        | Honda                    | 18  | 9   | 11  | 18  | NQ  | 14  | Rit | 14  |     | 16   |
| 25   | William De Angelis   | Yamaha                   | 19  | Rit | 28  | 22  | Rit | NQ  | 12  | 12  | 10  | 14   |
| 26   | Stefan Nebel         | Suzuki                   |     |     |     |     |     |     | 4   |     |     | 13   |
| 27   | Sergio Fuertes       | Ducati                   | 4   |     |     |     |     |     |     |     |     | 13   |
| 28   | Björn Steinmetz      | Suzuki                   |     |     |     | 6   |     |     | 13  |     |     | 13   |
| 29   | Fabrizio De Marco    | Honda                    | Rit | 6   | Rit | Rit | Rit | 13  | Rit | Rit | Rit | 13   |
| 30   | Dario Tosolini       | Suzuki                   | 13  | Rit | Rit | 7   | NQ  | NP  | NP  |     |     | 12   |
| 31   | Freddy Papunen       | Yamaha                   | Rit | 8   | 16  | 13  | Rit |     | Rit | 19  | 16  | 11   |
| 32   | Sergio Ruggiero      | Ducati                   | 17  | 14  | 27  | 20  | 10  | 19  | 20  | 22  | Rit | 8    |
| 33   | John Bakker          | Ducati                   | 11  | Rit | NP  | Rit | 16  | 22  |     | 15  | 23  | 6    |
| 34   | Dennis Hobbs         | Suzuki                   |     |     |     |     |     | 11  |     |     |     | 5    |
| 35   | Raffaello Fabbroni   | Yamaha                   | 20  | 11  | 17  | 17  | NQ  |     |     |     |     | 5    |
| 36   | Ciro Ranieri         | Yamaha                   | 23  | 16  | 26  | Rit | 12  | Rit | 15  | 23  | 19  | 5    |
| 37   | Christian Nau        | Suzuki                   | 21  | Rit | 25  | 14  | 18  | 20  | 14  | Rit | 25  | 4    |
| 38   | Roberto Lunadei      | Aprilia                  |     |     |     |     | 14  |     |     |     | 24  | 2    |
| 39   | Chris Miller         | Suzuki                   | 14  | NQ  |     |     |     |     |     |     |     | 2    |
| 40   | Robert de Vries      | Ducati                   | 17  | 15  | 22  | 19  | 15  | 16  | NQ  | 17  | 21  | 2    |
| Pos. | Pilota               | Moto                     |     |     |     |     |     |     |     |     |     | P.ti |

| Legenda | 1º posto        | 2º posto            | 3º posto           | A punti      | Senza punti        | Grassetto – Pole position Corsivo – Giro più veloce |
| Legenda | Gara non valida | Non qual./Non part. | Ritirato/Non class | Squalificato | '-' Dato non disp. | Grassetto – Pole position Corsivo – Giro più veloce |

### Sistema di punteggio
| Pos.  | 1  | 2  | 3  | 4  | 5  | 6  | 7 | 8 | 9 | 10 | 11 | 12 | 13 | 14 | 15 | 16> |
| Punti | 25 | 20 | 16 | 13 | 11 | 10 | 9 | 8 | 7 | 6  | 5  | 4  | 3  | 2  | 1  | 0   |